# Сланский, Рудольф
Рудольф Сла́нский (чеш. Rudolf Slánský, настоящая фамилия Зальцман; 31 июля 1901, Незвестице, Австро-Венгрия — 3 декабря 1952, Прага, Чехословакия) — чехословацкий государственный деятель и журналист. Член Коммунистической партии Чехословакии с 1921 года; с 1929 года — член ЦК КПЧ, с 1945 года — генеральный секретарь ЦК КПЧ. В 1935—1938 и в 1946—1952 — депутат Национального Собрания Чехословацкой Республики. Участник борьбы против фашизма в годы Второй мировой войны, один из руководителей Словацкого национального восстания 1944 года. На сфабрикованном процессе 1952 года, в котором Сланский фигурировал как организатор и глава заговора, приговорён к смертной казни. Реабилитирован (1963).

## Происхождение фамилии
Фамилия «Сланский» — дословный перевод на чешский еврейской фамилии немецкого происхождения Зальцман (нем. Salzmann). В 1928—1929 гг. Сланский был руководителем парторганизации района Кладно, где находится Сланская гора (чеш. Slánská hora) и названный по ней город Слани; это совпадение случайное.

## Биография
Переехав в Незвестице (ныне район Пльзень-город) в конце XIX века из соседнего местечка Жакавы (Žákavé) под Пльзенем, отец Рудольфа Симон Зальцман (26.09.1870-после 1942, Терезинское гетто) со своей женой Рахилью Хайя (англ. Hayyah Rachel) поселился в доме № 13 и занялся мелкой торговлей. По воспоминаниям, Зальцманы были добропорядочной, религиозной еврейской семьей, и когда 19 декабря 1899 года у них родился первенец, они нарекли его Авраам (гражданское имя Иосиф). Два года спустя, в 1901, у Симона родился сын Рудольф, а в 1904 — третий сын, Рихард. Через некоторое время их мать умерла; Симон Зальцман женился вторично, и 28 августа 1907 года у трёх старших братьев появился четвёртый, единокровный — Зденек. Торговое дело Зальцманов после войны расширялось; окончив в 1919 году высшую школу в Пльзене, Рудольф смог продолжить получение высшего образования в Праге, где в 1920 году он и стал студентом университета.
В университете Рудольф проявил интерес к марксизму и стал посещать социалистический кружок. В 1921 году он вступил в только что организованную Коммунистическую партию Чехословакии, где сразу же сблизился с одним из её создателей — Клементом Готвальдом. Уже в 1923 году Рудольфа выдвинули в состав Пражского районного комитета партии. Окончив университет, Рудольф стал писать статьи и выступать на митингах; за одно такое выступление в 1924 году в Праге он был арестован, и два месяца провёл в тюрьме Панкрац. В том же году Сланский стал одним из редакторов центрального органа коммунистической партии Чехословакии — ежедневной газеты «Руде Право».
Год спустя, в 1925 году, партия направила Сланского на работу в Остраву (Силезия, на северо-востоке Чехии, ближе к Словакии), где ему был поручен пост главного редактора местного печатного органа КПЧ, газеты «Dělnický deník» («Рабочие новости»). В Остраве же Сланский вновь оказался в тесном контакте с Готвальдом. В 1926 году он выдвинул Сланского на пост главы партийной организации в Остравском районе. Это позволило Сланскому получить известность и завоевать авторитет ещё в одном важном промышленном районе страны. По истечении двух лет, в 1928 году партия вновь перебросила Сланского — теперь на аналогичный пост секретаря райкома в шахтёрском городе Кладно, неподалёку от Праги.
К 1928 году Компартия Чехословакии насчитывала около 138 тыс. чел. и была, после ВКП(б), второй по величине компартией — членом Коминтерна. В 1929 году на выборах в парламент за КПЧ проголосовало 753 тыс. избирателей, что дало коммунистам 30 депутатских мандатов в Национальном собрании. Тем временем внутри партии шла острая фракционная борьба. Ещё в 1925 году была ликвидирована группировка Бубника, но троцкистскую оппозицию продолжал представлять Нейрат. На Пятом съезде КПЧ (1929 год), куда Сланский был избран делегатом, одержала верх линия Готвальда, а Илек, Мун и ряд других руководителей партии — так называемая «оппортунистическая группировка» — были исключены из ЦК. Тогда же руководитель профсоюзов страны Гайс и его сторонники «выступившие, как худшие предатели КП», были «выброшены… из революционного профсоюзного движения». По итогам съезда Клемент Готвальд был избран Генеральным секретарём компартии Чехословакии, а поддерживавший его Сланский стал членом её Центрального комитета и Политбюро. С 1930 года Сланский полностью переключается на работу в центральных органах партии.
В 1934 году Готвальд переместил своё рабочее место в Москву, в центральный аппарат Коминтерна, оставив текущее руководство партией на Сланского и Яна Шверму, другого известного чешского журналиста. В 1935 году Сланский и Шверма, в числе других коммунистов, баллотировались на очередных выборах в Национальное собрание и стали его депутатами. За год с небольшим отсутствия Готвальда в Праге в руководстве КПЧ против Сланского и Швермы создалась оппозиция, которая в декабре 1935 года пожаловалась на них в Коминтерн, обвинив Сланского и Шверму в оппортунизме. В результате в партии началась новая кампания по борьбе с оппортунизмом, которой руководил лично Готвальд. В январе 1936 года Сланский и Шверма были вызваны на заседание Исполкома Коминтерна. Несмотря на их самокритичные выступления, оба были сняты со всех партийных постов. Однако уже через полгода, после повторного рассмотрения их дела в Москве, Сланского и Шверму возвратили на их партийные посты, хотя официальные документы с критикой в их адрес так и не были формально отменены.
Тем временем, дела остальной семьи Зальцманов шли хорошо. В 1936 году Симон Зальцман отстроил в Незвестице новый дом в два этажа, устроив внизу магазин. Семья жила дружно и счастливо, пока не наступил 1938 год, когда страна по Мюнхенскому соглашению оказалась передана на растерзание Германии. В 1941 году гестапо арестовало Иосифа. Затем были арестованы сам Симон, его пожилые брат Витезлав (Зигфрид, род. 28 января 1873 года) с сестрой Йиндришкой (Генриетта, род. 25 декабря 1883 года), а также младший сын Зденек. Стариков направили в Пльзень, а оттуда, 26 января 1942 года, в Терезинское гетто, где они и погибли. Зденека поначалу направили в Освенцим, где ему удалось выжить, однако перед концом войны его переправили в концлагерь Дахау, где оборвалась и его жизнь. Из всей семьи войну пережили только Рудольф, уехавший в 1939 году вместе с Готвальдом в Москву, а также Рихард, который сумел эмигрировать в Лондон.

## Годы войны
В Москве Сланский сосредоточился на журналистской работе и на партийной агитации и пропаганде. Оставаясь одним из членов высшего руководства КПЧ, он возглавил редакцию начавшей выходить в Москве газеты Československé listy («Чехословацкие известия»), а также стал главным редактором чехословацкого вещания на Радио Москвы.
В 1943 году в Москве на глазах 8-летнего брата неизвестной женщиной похищена из коляски дочь Надежда, которую так и не удалось потом найти.
В начале 1944 года, в порядке стратегической проработки будущих операций Советской армии близ карпатских границ СССР, Сталин указал Готвальду командировать Сланского и Шверму в Киев, в распоряжение Украинского фронта. В Киеве Сланский возглавил школу обучения чехословацких партизан. В сентябре того же года Сланский и Шверма были срочно и тайно переброшены на территорию Словакии, где 30 августа преждевременно началось Словацкое национальное восстание, чтобы подключиться к его руководству.
Сланский стал одним из членов штаба этой боевой операции. Несмотря на то, что к 5 сентября 1944 года на стороне восставших было более 60 тысяч солдат и 18 тысяч партизан, сдержать натиск вермахта не удалось, и к концу октября восстание было подавлено. Военнослужащие только что созданной Восточнословацкой армии и партизаны стали уходить с боями в горы. В этих боях 10 октября 1944 года Шверма был убит. Сланский же со своей группой партизан сумел удержаться в горах до 19 февраля 1945 года, когда на встречу с ними вышли части Красной Армии.

## Послевоенный период
Уже в марте 1945 года Сланский вместе с другими руководителями партии участвовал в Москве в переговорах с правительством Бенеша о послевоенном устройстве Чехословакии. В апреле он вернулся на освобождённую часть своей родины, будучи назначенным Генеральным секретарём КПЧ (в дальнейшем, в марте 1946 года VIII съезд КПЧ подтвердил эти его партийные полномочия голосованием).
В октябре 1945 года Сланский вошёл в состав Временного Национального собрания. В мае 1946 года он был избран депутатом Конституционной национальной ассамблеи. В сентябре 1947 года Сланский представлял КПЧ на учредительном съезде Коминформа. После февральских событий 1948 года Сланского назначили командующим Народной милицией Чехословакии; также он был избран в состав Центрального Комитета Действий Национального фронта страны. На состоявшихся в мае выборах Сланский был вновь избран депутатом Национального собрания Чехословакии.
В июне 1948 года в международном коммунистическом движении начался раскол: трения с Иосипом Броз Тито по вопросу создания Балканской федерации вскоре переросли в межпартийный конфликт, в котором КПЧ встала на сторону ВКП(б) и большинства других восточноевропейских компартий. В июне 1948 года Сланский представлял КПЧ на межпартийных переговорах по этой проблеме. В дальнейшем игру на стороне Тито ему вменят в вину как один из эпизодов общего обвинения в государственной измене. В ноябре Сланский участвует в очередном совещании Коминформа, где обсуждаются уроки из дела Райка — министра внутренних, а затем иностранных дел Венгрии, казнённого в правление Ракоши в сентябре того же года по обвинению, схожему с тем, которое впоследствии предъявят и Сланскому.
В январе 1950 года Сланский выезжает в Москву на переговоры, связанные с организацией работы учреждённого осенью 1949 года Совета Экономической взаимопомощи — экономического союза социалистических государств. Сланского принимает лично Сталин, который беседует с ним о перспективах расширения социалистического сектора в экономике Чехословакии. Год спустя, в январе 1951 года Сланский вновь наносит визит в Москву, где на этот раз ведёт переговоры о развитии военного сотрудничества между СССР и Чехословакией.
Внутри партии Сланский занимает достаточно ортодоксальные позиции. Так, в мае 1950 года, выступая на очередном съезде Коммунистической партии Словакии, Сланский призвал развернуть борьбу против так называемой «группы буржуазных националистов» в составе руководства словацких коммунистов. В конце июля 1951 года партийные и государственные органы Чехословакии организуют почётное празднование 50-летнего юбилея руководителя КПЧ: издаётся его собрание сочинений; имя Сланского присваивается ряду заводов, а президент Готвальд награждает юбиляра только что учреждённым Орденом Социализма за № 1. Газеты публикуют традиционные для этого случая поздравительные телеграммы в адрес Сланского от производственных коллективов и общественных организаций, от руководителей зарубежных компартий.

## Процесс Сланского
Финал блестящей партийной и государственной карьеры Сланского наступает через два месяца после его юбилея, широко отпразднованного на государственном уровне. Уже через два месяца после не скупящихся на славословия юбилейных публикаций, в сентябре 1951 года в газетах появляется первая статья с резкой критикой ошибок, допускаемых Сланским на посту генерального секретаря партии. С должности главы партии Сланского смещают, однако при этом назначают на должность заместителя премьер-министра, курирующего деятельность министерств, отвечающих за экономическое развитие страны. Ещё через два месяца, в ноябре, Сланского арестовывают органы МНБ. Арест производил полковник Антонин Прхал, в скором будущем заместитель министра национальной безопасности.
По процессу Сланского прошёл ряд высокопоставленных лиц, с которыми он тесно контактировал по партийным и государственным вопросам. Это:
- Йозеф Франк (1909—1952), секретарь ЦК КПЧ;
- Владимир Клементис (1902—1952), министр иностранных дел;
- Карел Шваб (1904—1952), заместитель министра национальной безопасности;
- Бедржих Геминдер[чеш.] (1901—1952), заведующий международным отделом ЦК партии;
- Рудольф Марголиус[чеш.] (1913—1952), заместитель министра внешней торговли;
- Бедржих Рейцин[чеш.] (1911—1952), заместитель министра национальной обороны;
- Андре Симоне[чеш.] (1895—1952), редактор газеты «Руде право»;
- Отто Фишль[чеш.] (1902—1952), заместитель министра финансов;
- Людвик Фрейка[чеш.] (1905—1952), глава экономической комиссии ЦК партии и экономического отдела канцелярии президента;
- Отто Шлинг (1912—1952), первый секретарь областного комитета партии в Брно.
- Эуген Лёбл[чеш.] (1907—1987), заместитель министра внешней торговли;
- Артур Лондон (1915—1986), заместитель министра иностранных дел;
- Вавро Гайду[чеш.] (1913—1977), заместитель министра иностранных дел

Сланского обвиняли в том, что он «предпринимал активные шаги к сокращению жизни президента республики Клемента Готвальда и подобрал в этих целях врачей из враждебной среды, с темным прошлым, установил с ними тесную связь и рассчитывал использовать в своих интересах».
Бывший министр иностранных дел Владимир Клементис был арестован ещё в 1950 году, по обвинению в попытке нелегального перехода границы. В 1948 году как министр иностранных дел он был одним из организаторов «Операции Балак» по продаже, в обход эмбарго, 23 самолётов Avia S-199 (послевоенная чешская версия истребителя Messerschmitt Bf.109) для ВВС только что созданного государства Израиль. По данным, опубликованным Роткирхеном, за несколько месяцев, пока продолжалась операция «Балак», с аэродрома Жатец под Прагой на аэродром Акир близ Реховота (ныне база Тель-Ноф ВВС Израиля) были также переброшены многие тонны вооружения и боеприпасов.
Из всех привлечённых по делу Сланского только Франк и Шваб были чехами, а Клементис — словаком. Остальные 11, включая Сланского, были евреями. Трое из них (Лёбл, Лондон и Гайду) были приговорены к пожизненному заключению, остальные (в том числе Франк, Клементис и Шваб) — к смертной казни через повешение. На этом основании, а также из характера выдвинутых против них обвинений Еврейская энциклопедия делает вывод «о выраженной антисемитской направленности процесса». Приговор был вынесен 20 ноября 1952 года. Президент Готвальд апелляцию осуждённых отклонил. 2 декабря осуждённые получили последнее свидание с родными и близкими, после чего написали им свои последние письма. Многие также написали письма на имя президента Готвальда, причём некоторые (в том числе Симоне) заявили о своей невиновности. 3 декабря 1952 года приговор был приведён в исполнение в Панкрацкой тюрьме.
До 1956 года были освобождены из пожизненного заключения Лёбл, Лондон и Гайда. В 1963 году были посмертно реабилитированы и все приговорённые по «Делу Сланского» к смертной казни (негласным решением партийного руководства на основании выводов комиссии Драгомира Кольдера). 1 мая 1968 года, в знаменитую «пражскую весну», президент ЧССР Людвик Свобода посмертно присвоил Франку и Клементису звания Героев ЧССР, и также посмертно наградил Фрейку, Марголиуса и Симоне орденами Республики, а Геминдера — орденом Труда. Оставшиеся в живых Лондон и Гайда были награждены орденами Республики, а Лёбл — орденом Труда.
Эмигрировавший в 1963 году во Францию Артур Лондон издал в 1968 году мемуары «Признание», в большей части посвящённые воспоминаниям о «процессе Сланского». В 1969 году она вышла отдельным изданием в Чехословакии и Великобритании. Тогда же вышел на экраны и одноимённый фильм режиссёра Коста-Гавраса по сценарию Хорхе Семпруна. Главные роли в нём сыграли Симона Синьоре и Ив Монтан. В 1971 году фильм «Признание» получил Серебряную ленту Итальянского союза киножурналистов.